# Militärverdienstorden (Bayern)

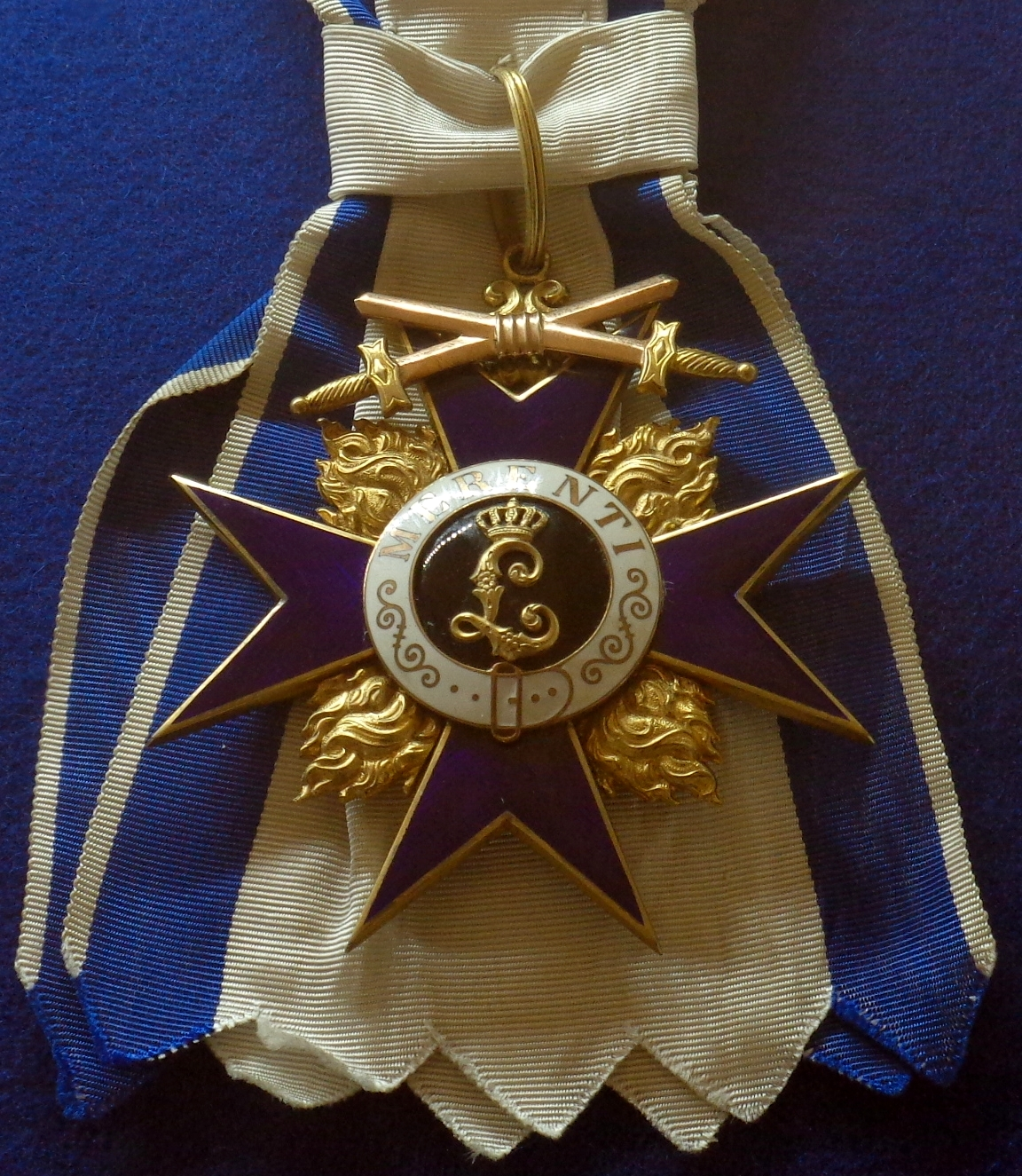
Großkreuz mit Schwertern

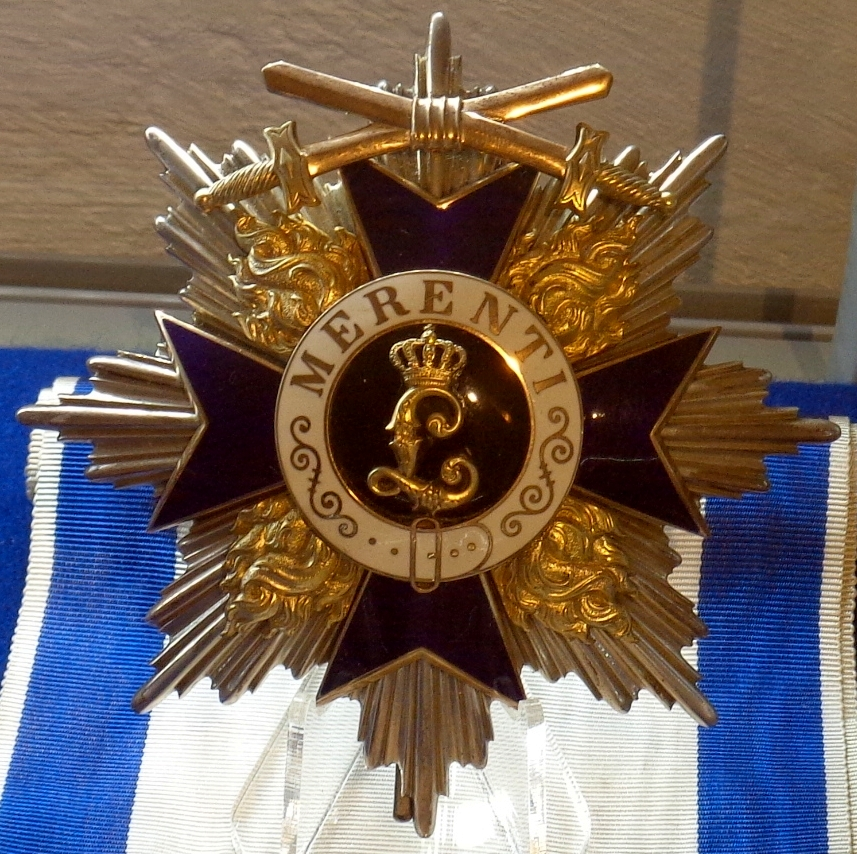
Bruststern zum Großkreuz mit Schwertern

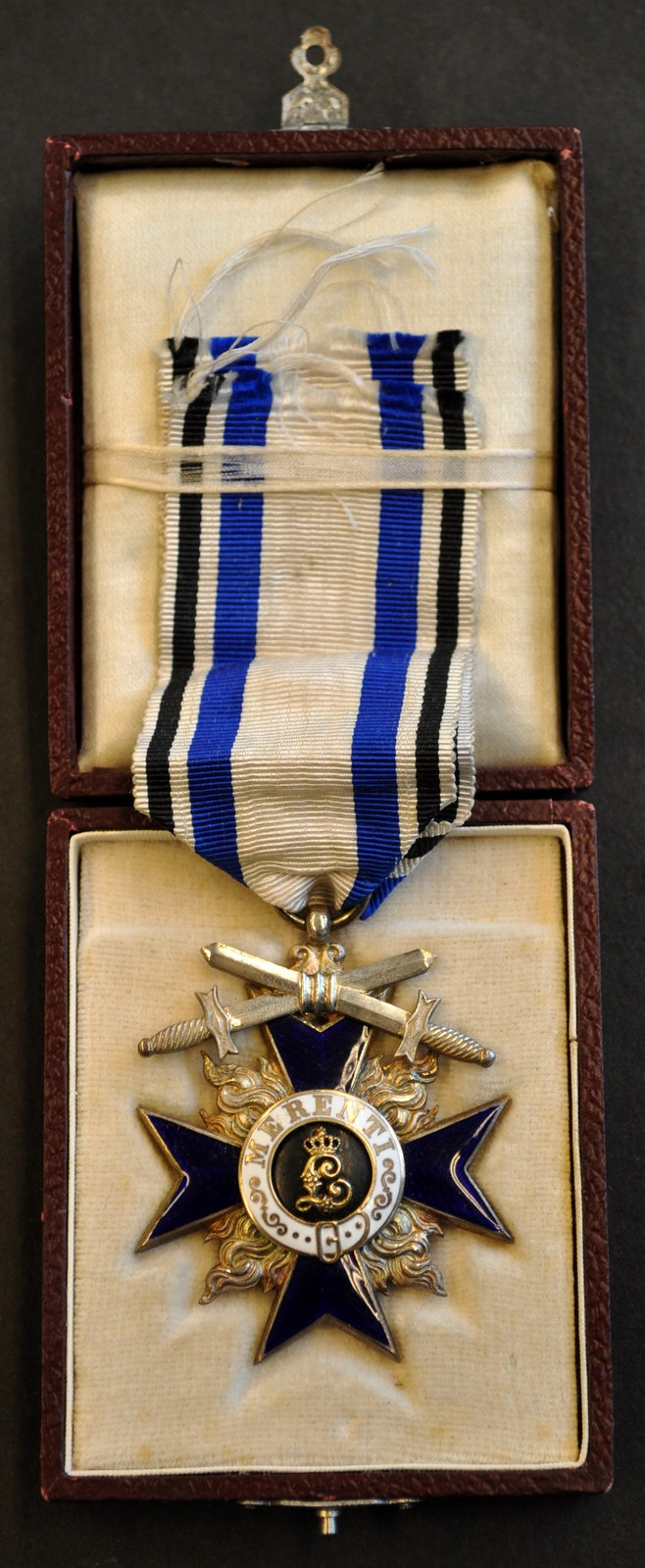
IV. Klasse mit Schwertern

Der Militärverdienstorden des Königreichs Bayern wurde am 19. Juli 1866 durch den bayerischen König Ludwig II. während des Deutschen Krieges gestiftet und konnte allen Personen verliehen werden, die sich im Krieg ausgezeichnet oder sich sonstige Verdienste um die Bayerische Armee erworben hatten, die jedoch die Bedingungen zur Auszeichnung mit dem Militär-Max-Joseph-Orden nicht erfüllten.
Der regierende Monarch war der Großmeister des Ordens und sein Kriegsminister der Großkanzler. Anders als der Hubertusorden, der Georgsorden, der Militär-Max-Joseph-Orden und der Verdienstorden der Bayerischen Krone war der Militärverdienstorden nicht im Staatswappen abgebildet.

## Ordensklassen

### 1866–1900
Der Orden bestand zunächst aus fünf Klassen und den Trägern des Militärverdienstkreuzes:
- Großkreuz
- Großkomtur
- Komtur
- Ritter I. und II. Klasse
  - Inhaber des Militärverdienstkreuzes

Das Ordenszeichen konnte ab 12. März 1891 auch mit Schwertern zur Verleihung kommen. Beliehene aus den Kriegen 1866 und 1870/71 konnten um die Tragegenehmigung der selbst zu beschaffenden Schwerter nachsuchen.

### 1900–1905
1900 erfolgte die Stiftung des Offizierskreuzes, wodurch sich der Orden gliederte in:
- Großkreuz
- Großkomtur
- Komtur
- Offizierskreuz
- Ritter I. und II. Klasse
  - Inhaber des Militärverdienstkreuzes

### 1905–1913
Im Jahre 1905 erfolgte eine Neufassung der Klasseneinteilung, wobei die bisherige Teilung der Ritterkreuze in Ritter der I. und der II. Klasse durch die Schaffung der III. und IV. Klasse aufgehoben wurde:
- Großkreuz
- I. Klasse
- II. Klasse mit Stern
- II. Klasse
- Offizierskreuz
- III. Klasse
- IV. Klasse

- - Inhaber des Militärverdienstkreuzes:

- I. Klasse  (Ausführung: Kreuz silbern, Medaillon golden und emailliert)
- II. Klasse (Ausführung: Kreuz silbern, Medaillon silbern und nicht emailliert)

### 1913–1918
1913 wurde das Militärverdienstkreuz III. Klasse eingeführt. Alle Stufen des Militärverdienstkreuzes sowie die beiden unteren Klassen des Militärverdienstordens konnten ab diesem Zeitpunkt auch mit Krone zur Verleihung kommen. Der Orden gliederte sich nun in:
- Großkreuz
- I. Klasse
- II. Klasse mit dem Stern
- II. Klasse
- Offizierskreuz
- III. Klasse mit Krone (Ausführung: Kreuz blau, Medaillon emailliert, Flammen golden)
- III. Klasse
- IV. Klasse mit Krone (Ausführung: Kreuz blau, Medaillon emailliert, Flammen silbern)
- IV. Klasse

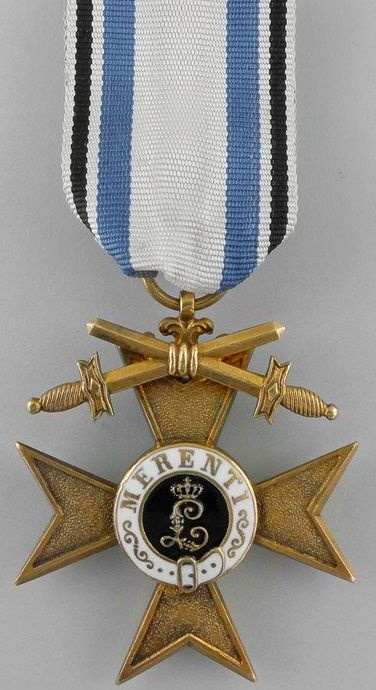
Militärverdienstkreuz I. Klasse mit Schwertern

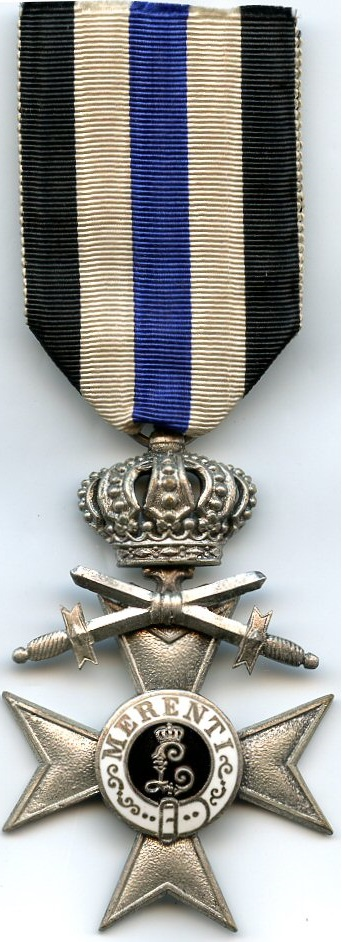
Militärverdienstkreuz II. Klasse mit Krone und Schwertern, am sogenannten Beamtenband

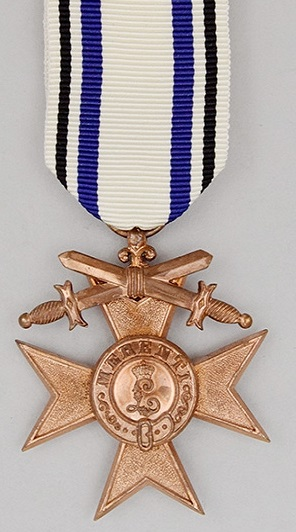
Militärverdienstkreuz III. Klasse mit Schwertern

- Inhaber des Militärverdienstkreuzes:

- I. Klasse (Ausführung: Kreuz golden, Medaillon emailliert)
- II. Klasse (Ausführung: Kreuz silbern, Medaillon emailliert)
- III. Klasse (Ausführung: Kreuz bronzefarben, Medaillon nicht emailliert)

Während des Ersten Weltkriegs wurde die Verleihungsmöglichkeit mit Krone ab April 1918 auch auf das Großkreuz sowie die I. und II. Klasse des Militärverdienstordens ausgeweitet.

## Ordensdekoration
Das Ordenszeichen des Militärverdienstordens besteht aus einem goldenen, dunkelblau emaillierten Johanniterkreuz mit Flammen in den Winkeln. Das Kreuz der IV. Klasse ist aus Silber. Auf dem Kreuz ruht ein goldgefasstes schwarzes Medaillon mit goldenem L unter der Königskrone. Um das Medaillon schließt sich ein weißer, goldverzierter Reif, mit der Ordensdevise MERENTI (Verdienst) in Gold. Auf dem Reversmedaillon befindet sich der bayerischen Löwen in Gold und auf dem Medaillonsreif das Stiftungsjahr 1866.
Das Militärverdienstkreuz gleicht im Aussehen dem Ordenszeichen des Militärverdienstordens, doch entfallen bei allen drei Klassen die Flammen in den Kreuzwinkeln. Die I. Klasse ist aus Silber gefertigt und vergoldet, die II. Klasse aus Bronze und versilbert. Militärverdienstkreuze der I. und II. Klasse sind lediglich im Medaillon emailliert. Die III. Klasse besteht aus Bronze oder einer bronzierten Zinklegierung und ist im Medaillon nicht emailliert.

## Trageweise

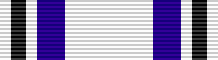
Ordensband für militärische Verdienste

Das Großkreuz und die I. Klasse wurden mit Schulterband und Bruststern verliehen. Die II. Klasse war ein Halsorden, der jedoch – und zwar in der Stufe II. Klasse mit dem Stern – zusätzlich mit einem Bruststern verliehen werden konnte. Das Offizierskreuz war eine Steckdekoration, bei welcher der untere Kreuzarm verlängert ist. Es war immer von einer Krone überhöht. Die III. und IV. Klasse sowie sämtliche Klassen des Militärverdienstkreuzes wurden mittels Ordensband an der linken Brustseite getragen.
Das Band des Militärverdienstordens unterscheidet sich nach militärischen Verdiensten (weiß mit schwarz-weiß-blauen Seitenstreifen und weißen Kanten), zivilen Verdiensten (weiß mit blauen Seitenstreifen und weißen Kanten) und Verdiensten von Beamten oder um den Staat (dem sogenannten Beamtenband: weiß mit schwarzen Seiten- und blauem Mittelstreifen).

## Verleihungszahlen
Aus den Matrikellisten des bayerischen Kriegsarchivs lassen sich folgende Verleihungszahlen ermitteln:
| 1866–1905                                                          | 1866–1905          |
| Ordensklasse                                                       | Verleihungen       |
| ------------------------------------------------------------------ | ------------------ |
| Großkreuz mit Schwertern                                           | 42                 |
| Großkreuz                                                          | 164                |
| Großkomtur mit Schwertern                                          | 66                 |
| Großkomtur                                                         | 215                |
| Komtur mit Schwertern                                              | 173                |
| Komtur                                                             | 574                |
| Offizierskreuz mit Schwertern                                      | 5                  |
| Offizierskreuz                                                     | 98                 |
| Ritter I. Klasse mit Schwertern                                    | 465                |
| Ritter I. Klasse                                                   | 1.140              |
| Ritter II. Klasse mit Schwertern                                   | nicht zu ermitteln |
| Ritter II. Klasse                                                  | nicht zu ermitteln |
| 1905–1918                                                          |                    |
| Ordensklasse                                                       | Verleihungen       |
| Großkreuz mit der Krone und Schwertern                             | 2                  |
| Großkreuz mit Schwerten am Band für Zivilpersonen                  | 4                  |
| Großkreuz mit Schwertern                                           | 82                 |
| Großkreuz am Band für Kriegsverdienste                             | 3                  |
| Großkreuz                                                          | 44                 |
| I. Klasse mit der Krone und Schwertern                             | 2                  |
| I. Klasse mit Schwertern am Band für Zivilpersonen                 | 4                  |
| I. Klasse mit Schwertern                                           | 139                |
| I. Klasse am Bande für Kriegsverdienst                             | 1                  |
| I. Klasse                                                          | 70                 |
| II. Klasse mit dem Stern mit der Krone und Schwertern              | 5                  |
| II. Klasse mit dem Stern mit Schwertern am Band für Zivilpersonen  | 10                 |
| II. Klasse mit dem Stern mit Schwertern                            | 268                |
| II. Klasse mit dem Stern am Band für Zivilpersonen                 | 4                  |
| II. Klasse mit dem Stern                                           | 150                |
| II. Klasse mit Schwertern am Band für Zivilpersonen                | 23                 |
| II. Klasse mit Schwertern                                          | 355                |
| II. Klasse am Band am Band für Zivilpersonen                       | 7                  |
| II. Klasse                                                         | 220                |
| Offizierskreuz mit Schwertern                                      | 243                |
| Offizierskreuz                                                     | 186                |
| III. Klasse mit der Krone und Schwertern am Band für Zivilpersonen | 28                 |
| III. Klasse mit der Krone und Schwertern                           | 517                |
| III. Klasse mit der Krone am Band für Zivilpersonen                | 10                 |
| III. Klasse mit der Krone                                          | 19                 |
| III. Klasse mit Schwertern am Band für Zivilpersonen               | 44                 |
| III. Klasse mit Schwertern                                         | 834                |
| III. Klasse am Band für Zivilpersonen                              | 19                 |
| III. Klasse                                                        | 612                |
| IV. Klasse mit der Krone und Schwertern am Band für Zivilpersonen  | 112                |
| IV. Klasse mit der Krone und Schwertern                            | 3.042              |
| IV. Klasse mit der Krone am Band für Zivilpersonen                 | 59                 |
| IV. Klasse mit der Krone                                           | 601                |
| IV. Klasse mit Schwertern am Band für Zivilpersonen                | 544                |
| IV. Klasse mit Schwertern                                          | 24.141             |
| IV. Klasse am Band für Zivilpersonen                               | 170                |
| IV. Klasse                                                         | 1.108              |

## Sonstiges
Trotz des Endes der Monarchie am 7. November 1918 und der Proklamation des Freistaats Bayern wurden Ordensverleihungen bis in das Jahr 1921 abgewickelt.
Das Ordenszeichen war nach dem Tode des Beliehenen rückgabepflichtig.